# Scaphopoda
Scaphopodes
Classe
Les scaphopodes (Scaphopoda) sont une classe  de l'embranchement des mollusques.
Leur nom vient de scapho = « barque » et podos = « pied »[réf. nécessaire].
On les connaît depuis l'Ordovicien mais ils se sont surtout diversifiés à partir du Crétacé supérieur et au Cénozoïque. Les dentales (notamment ceux des genres Dentalium ou Antalis) sont les plus connus des scaphopodes.

## Description morphologique

Diagramme d'un Scaphopoda.

Les Scaphopodes possèdent une coquille calcaire en forme de tube, légèrement arquée et conique, ouverte aux deux extrémités. Cette coquille ressemble à une défense d'élephant d'où leur nom anglais "tusk shell". À l'avant (la plus grande ouverture) se trouve le pied fouisseur et les tentacules, enfouis dans le sédiment. L'animal vit à demi enfoui, avec la partie arrière du tube calcaire qui dépasse du sédiment. Ce sont pour la plupart de petits animaux, avec quelques espèces atteignant 15 cm de longueur.

## Anatomie
Le manteau est entièrement à l'intérieur de la coquille. Le pied s'étend de la partie la plus large de celle-ci, et est utilisé pour s'enfoncer dans le substrat. Un certain nombre de tentacules minuscules autour du pied permettent à l'animal de fouiller le sédiment et de s'emparer de morceaux de nourriture pour les amener à la bouche. La bouche est garnie de dents pour broyer les morceaux en fragments plus petits pour la digestion.
Le système vasculaire des scaphopodes est rudimentaire. Il n'y a ni cœur ni vaisseaux sanguins: le sang se situe au niveau de sinus répartis à travers la cavité corporelle, et pompé par l'action rythmique du pied.

## Écologie
Ils se nourrissent de détritus microscopiques et d'organismes tels que les foraminifères.
Ces animaux sont endo-benthiques, ils vivent en milieu marin assez profond, sur le talus ou le plateau continental.
Les quelque 350 espèces connues peuvent être trouvées partout dans le monde.
Dans le sud de la mer du Nord : Antalis entalis (dent d'éléphant) et Antalis vulgaris.

## Systématique

### Espèces proches
Les Scaphopodes sont bien décrits dans la documentation des fossiles, apparaissant à  l'Ordovicien, comme dernière des classes de mollusques. Ils sont proches évolutivement de la classe éteinte des Rostroconchia. Parmi les créatures encore vivantes, leurs parents les plus proches sont les Pélécypodes (mollusques bivalves).

### liste des ordres et familles
Selon World Register of Marine Species (27 février 2015) :
- Dentaliida da Costa, 1776

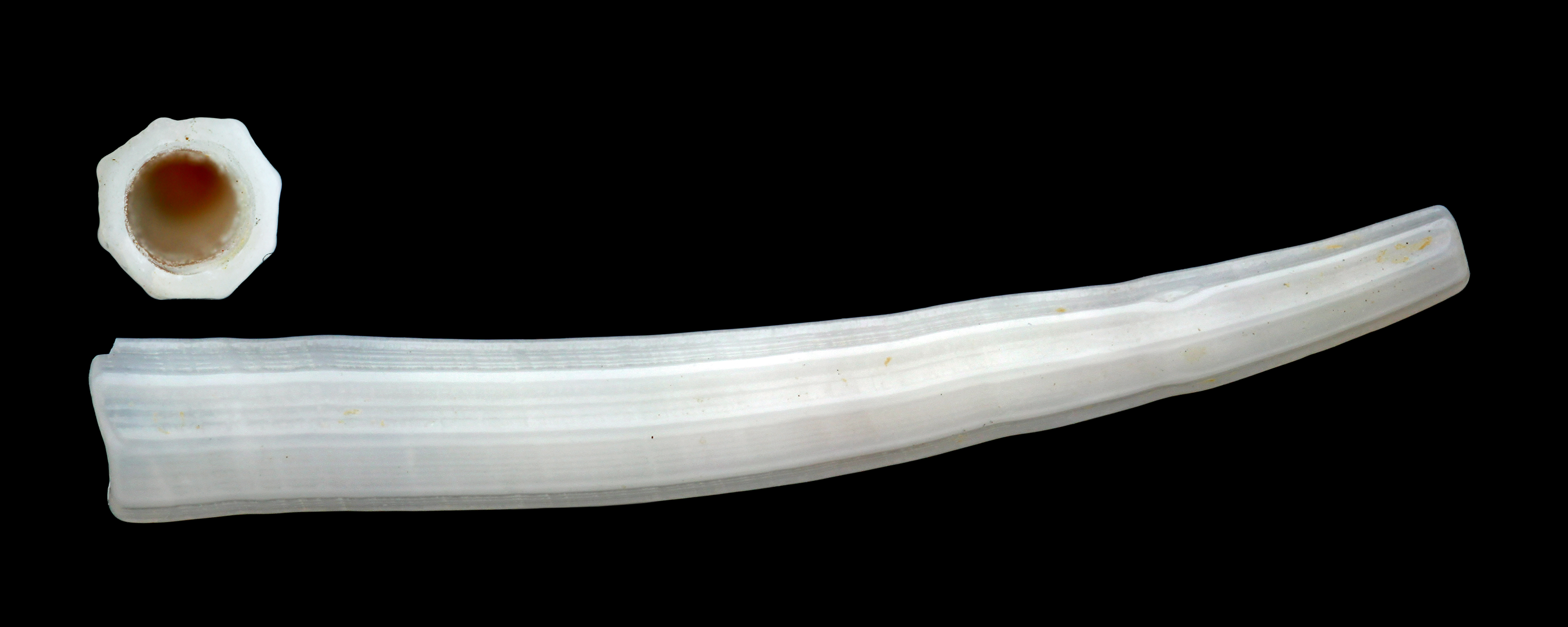
Dentalium octangulatum

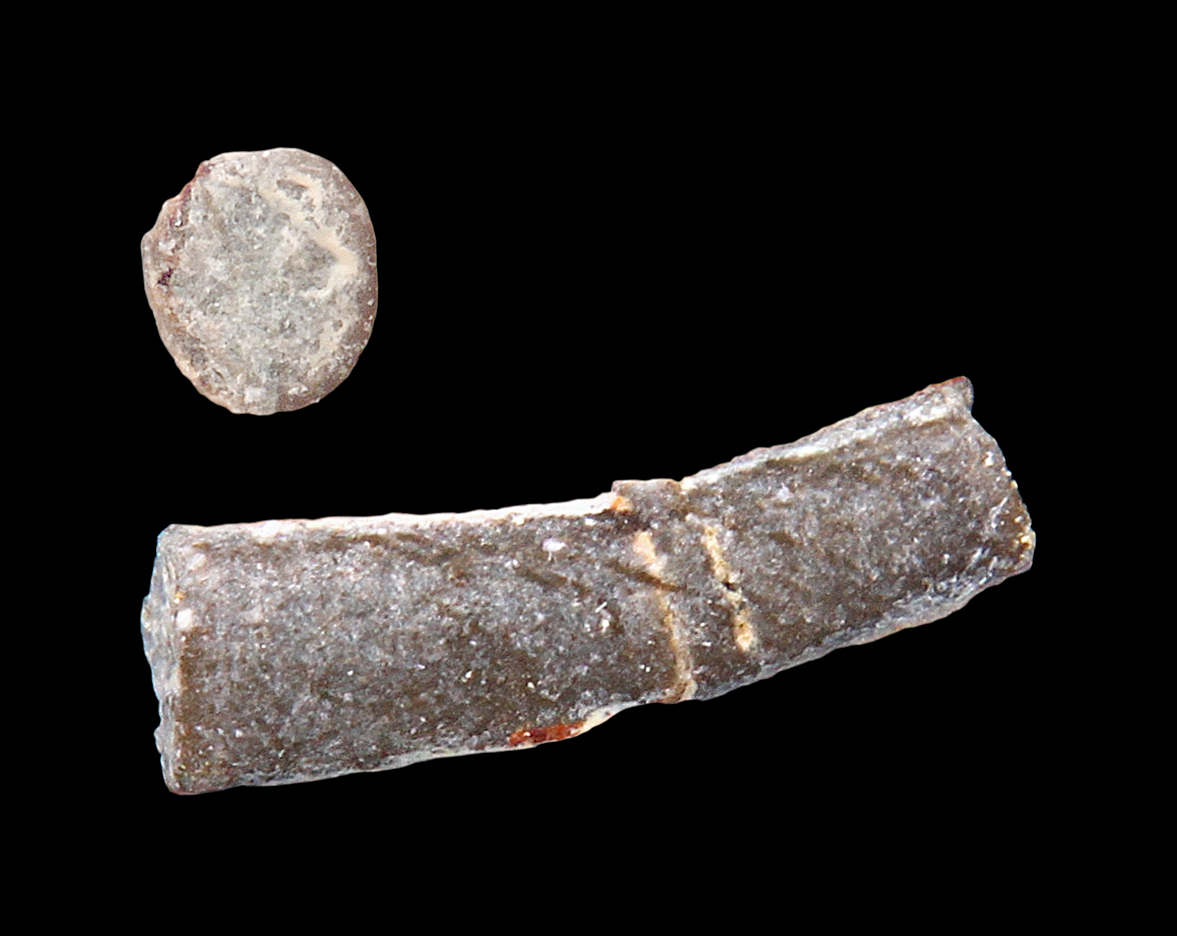
Fossile dEntalis laevis.

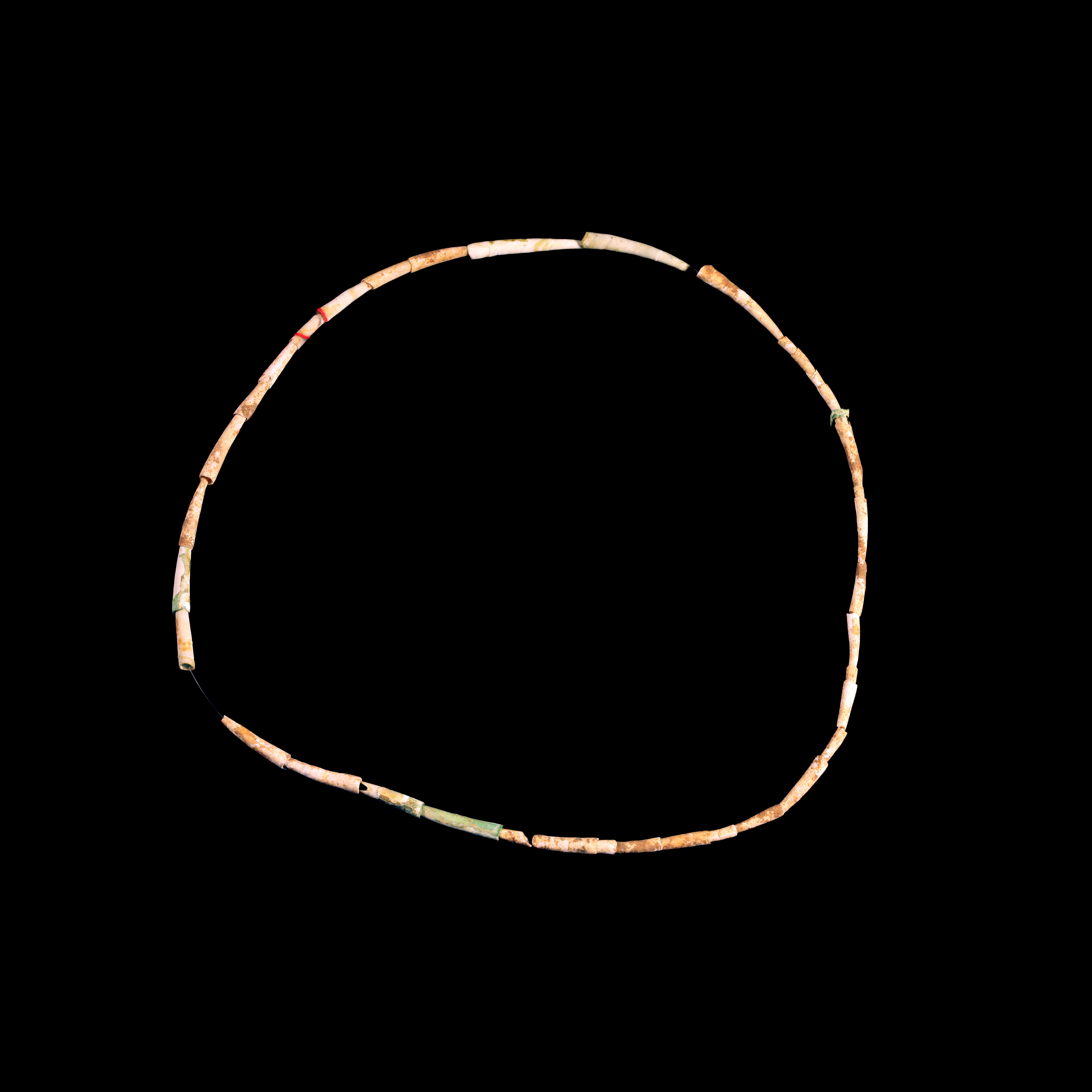
Collier de dentales datant de l'âge du bronze (MHNT).

  - famille Anulidentaliidae Chistikov, 1975 -- 3 genres
  - famille Calliodentaliidae—1 genre
  - famille Dentaliidae Children, 1834 -- 14 genres
  - famille Fustiariidae Steiner, 1991 -- 1 genre
  - famille Gadilinidae Chistikov, 1975 -- 2 genres
  - famille Laevidentaliidae Palmer, 1974 -- 1 genre
  - famille Omniglyptidae Chistikov, 1975 -- 1 genre
  - famille Rhabdidae Chistikov, 1975 -- 1 genre
- Gadilida Starobogatov, 1974
  - sous-ordre Entalimorpha Steiner, 1992
    - famille Entalinidae Chistikov, 1979   -- 9 genres

  - sous-ordre Gadilimorpha Steiner, 1992
    - famille Gadilidae Stoliczka, 1868   -- 8 genres
    - famille Pulsellidae Scarabino in Boss, 1982 -- 3 genres
    - famille Wemersoniellidae Scarabino, 1986 -- 2 genres

## Les Scaphopodes et l'Homme
Les coquilles sont utilisées par les tribus indigènes du Pacifique Nord-Ouest en tant que wampum.